# Namco

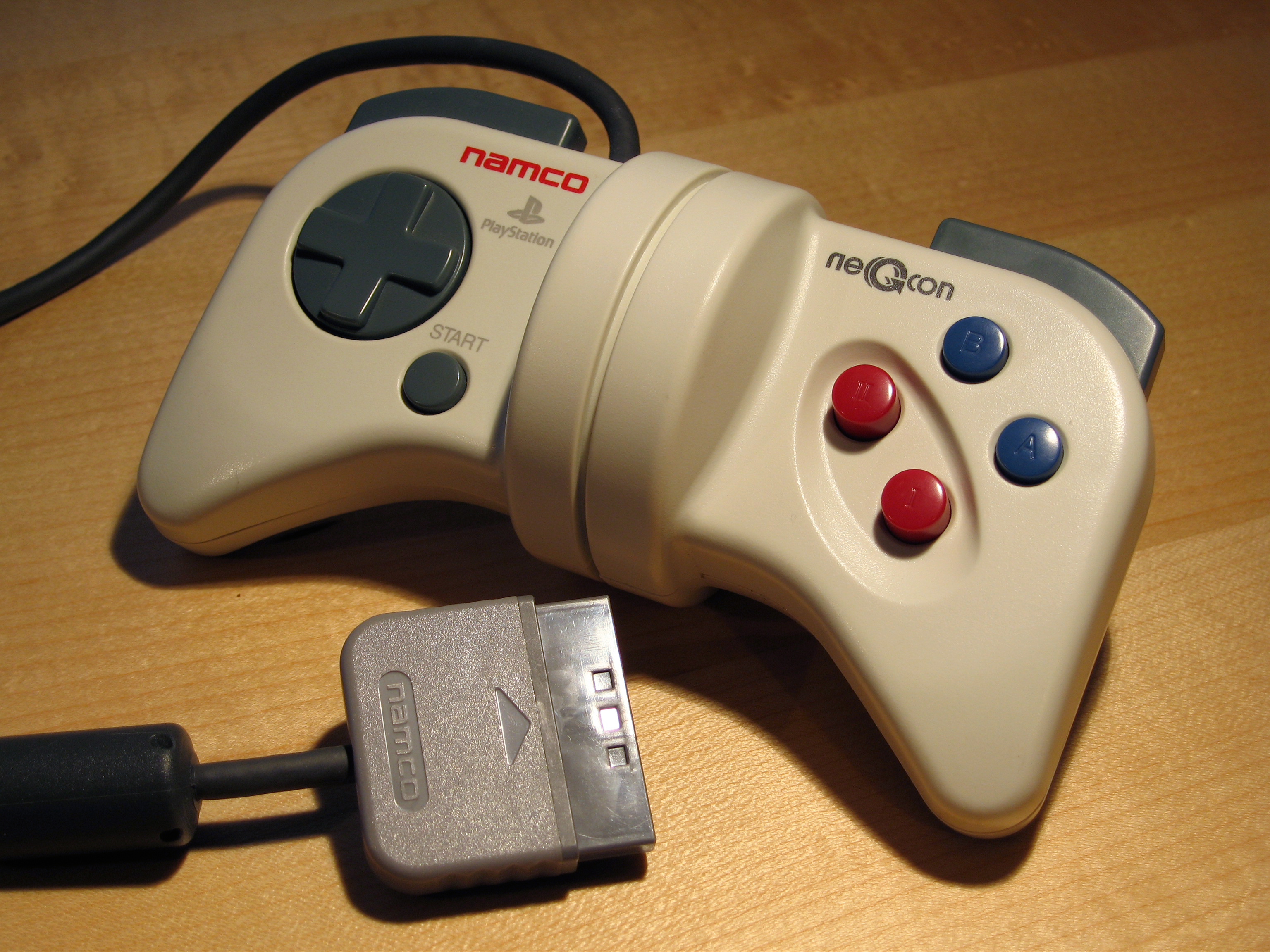
En av Namcos spelkontroller för Sony Playstation.

Namco, japanskt företag, mest känt för att skapa TV-spel. Namco skapades i Tokyo 1955 av Masaya Nakamura under namnet Nakamura Manufacturing Ltd. Företaget ändrade sitt namn till Namco 1972 och köpte Ataris japanska dotterbolag 1974. År 1980 kom företagets mest kända arkadspel Pac-Man. Under 2005 slogs Namco samman med spelföretaget Bandai och bildade Namco Bandai Holdings.
När Nintendo började tillverka sin spelkonsol Nintendo Entertainment System (NES) började Namco göra spel till konsolen. Deras första spel till NES-konsolen var Galaxian, ett arkadspel som Namco skapade 1979.

## Spel
Några av Namcos mest kända spel utöver Pac-Man är:
- Ace Combat 6: Fires of Liberation
- Bosconian
- Dig Dug
- Galaga
- Gee Bee (Namcos första spel)
- Ms. Pac-Man
- Pole Position
- Ridge Racer
- Soul Calibur
- Soul Calibur II
- Soul Calibur III
- Soul Calibur IV
- Soul Calibur V
- Soul Edge (Soul Blade i PAL-regioner)
- Star Blade
- Taiko no Tatsujin
- Tales of-serien
- Tekken